# Le Déluge
Le Déluge is een plaats en voormalige gemeente in het Franse departement Oise in de regio Hauts-de-France en telt 484 inwoners (2004). De plaats maakt deel uit van het arrondissement Beauvais.

## Geschiedenis
De gemeente maakte deel uit van het kanton Noailles. Toen dit kanton op 22 maart 2015 werd opgeheven werd Le Déluge opgenomen in het kanton Chaumont-en-Vexin. Op 1 januari 2017 fuseerde de gemeente met La Neuville-d'Aumont en Ressons-l'Abbaye tot de commune nouvelle La Drenne, waarvan Le Déluge de hoofdplaats werd.

## Geografie
De oppervlakte van Le Déluge bedraagt 3,7 km², de bevolkingsdichtheid is 130,8 inwoners per km².
De onderstaande kaart toont de ligging van Le Déluge met de belangrijkste infrastructuur en aangrenzende gemeenten.

## Demografie
Onderstaande figuur toont het verloop van het inwonertal.
Le Déluge · La Neuville-d'Aumont · Ressons-l'Abbaye